# Patrick Kanner
Pour les articles homonymes, voir Kanner.
Patrick Kanner, né le 29 avril 1957 à Lille (Nord), est un homme politique français.
Membre du Parti socialiste, il est adjoint au maire de Lille de 1989 à 2014, président de l'Union nationale des centres communaux d'action sociale (UNCCAS) de 1996 à 2014 et président du conseil général du Nord de 2011 à 2014.
Le 26 août 2014, il est nommé ministre de la Ville, de la Jeunesse et des Sports dans le deuxième gouvernement de Manuel Valls. Reconduit au sein du gouvernement de Bernard Cazeneuve, il quitte ses fonctions en 2017.
Il est sénateur du Nord depuis 2017 et président du groupe socialiste au Sénat depuis 2018.

## Biographie

### Origines familiales
D'origine modeste, fils d’émigrés juifs polonais fuyant les pogroms russes et le nazisme, père garagiste et mère au foyer, Patrick Kanner grandit à Wazemmes, l’un des quartiers les plus pauvres de Lille.

### Carrière professionnelle
Patrick Kanner suit des études en droit public et exerce à l'université Lille-III en tant que maître de conférences associé. Il est également intervenu auprès de l'Institut de formation des élus républicains (IFER), de l'École française des attachés de presse (EFAP) ainsi qu'auprès de l'Institut national des études territoriales (INET).

### Parcours politique
Militant socialiste à l'âge de 17 ans, il est d'abord l'un des animateurs du Centre d'études, de recherches et d'éducation socialiste (CERES), le courant de Jean-Pierre Chevènement au sein du PS, dans la métropole lilloise. Patrick Kanner est élu pour la première fois en 1989 au conseil municipal de Lille et devient le plus jeune adjoint au maire, Pierre Mauroy. Son mandat est renouvelé en juin 1995, mars 2001 et mars 2008. Jusqu'en mars 2014, il est chargé de la mise en œuvre du projet éducatif global (PEG) de la ville de Lille. Il ne se représente pas aux élections municipales de 2014.
En 1996, Patrick Kanner est élu président de l'Union nationale des centres communaux d'action sociale (UNCCAS). En 2008, son mandat est renouvelé pour la troisième fois. La même année, il crée ELISAN (European Local Inclusion & Social Action Network), premier réseau européen d'élus territoriaux chargés des politiques sociales.
Il bat l'ancienne ministre Colette Codaccioni aux élections cantonales de 1998 et devient conseiller général pour le canton de Lille-Sud-Ouest. Il est alors nommé 3e vice-président du conseil général du Nord, chargé de la lutte contre les exclusions et la promotion de la santé. En 2004, pour son second mandat de conseiller général, il devient 1er vice-président délégué à l'aménagement et au développement des territoires et aux transports.
Réélu pour un troisième mandat, il est élu président du conseil général du Nord le 31 mars 2011. Le mois suivant, il devient membre de la commission exécutive de l'Assemblée des départements de France (ADF) en tant que trésorier national, au côté de Claudy Lebreton.
Le 26 août 2014, il est nommé ministre de la Ville, de la Jeunesse et des Sports dans le deuxième gouvernement de Manuel Valls. Dans ce cadre, il est l'un des auteurs de la loi relative à l'égalité et la citoyenneté portant notamment sur la mixité sociale ou les discriminations sociales. Pour le philosophe Dominique Lecourt, cette loi « représente jusqu'à la caricature une conception de l'idée de démocratie », une « frénésie normative » ayant pour résultat « une pratique autoritaire du pouvoir politique ».

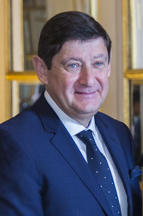
Patrick Kanner en novembre 2016.

Patrick Kanner est élu conseiller départemental dans le canton de Lille-5 lors des élections départementales de 2015, en binôme avec Marie-Christine Staniec-Wavrant.
Reconduit dans ses fonctions gouvernementales dans le gouvernement de Bernard Cazeneuve, il porte la création de la fondation La France s'engage et soutient Manuel Valls pour la primaire citoyenne de 2017. Pendant la campagne présidentielle, il n'exclut pas de voter pour Emmanuel Macron, au détriment du candidat du Parti socialiste, Benoît Hamon.
Élu sénateur lors des élections sénatoriales de 2017 dans le Nord, il devient président du groupe socialiste et républicain au Sénat le 23 janvier 2018. Il soutient la candidature de Stéphane Le Foll pour le congrès d'Aubervilliers du PS.
En juillet 2018, il est membre de la commission sénatoriale d'enquête chargée de l'affaire Benalla.
Reconduit à la tête du groupe socialiste au Sénat à la suite du renouvellement de 2020, il se porte candidat à la présidence de la haute assemblée et obtient 65 voix, face notamment au président sortant Gérard Larcher, lequel est réélu.
Peu après, Patrick Kanner est désigné chef de file du PS pour les élections régionales de 2021 dans les Hauts-de-France. Alors que des rumeurs le disent prêt à laisser la tête de liste au communiste Fabien Roussel, il confirme son maintien en janvier 2021 et plaide pour l'union de la gauche autour de sa candidature. Le 11 mars, l'écologiste Karima Delli est finalement désignée tête de liste de la gauche pour ces élections,.
En 2022, il se dit sceptique devant l'union de la gauche au sein de la NUPES sans pour autant s'y opposer. Selon lui, le PS doit se tourner vers l’électorat de centre gauche plutôt que vers celui de La France insoumise.
Candidat à un nouveau mandat aux élections sénatoriales de 2023 dans le Nord,, il est réélu sénateur et reconduit dans la foulée à la présidence du groupe socialiste.

### Engagement philosophique
Il est membre depuis 1984 de la loge maçonnique du Grand Orient de France La Lumière du Nord, à l'instar de nombre de notables politiques du Nord-Pas-de-Calais.
En juillet 2015 à la synagogue de Lille, Patrick Kanner exprime ce qu'implique pour lui d'être un juif engagé : « c’est se comporter avec éthique, être d’une irréprochable observance de la morale ».

## Détail des mandats et fonctions

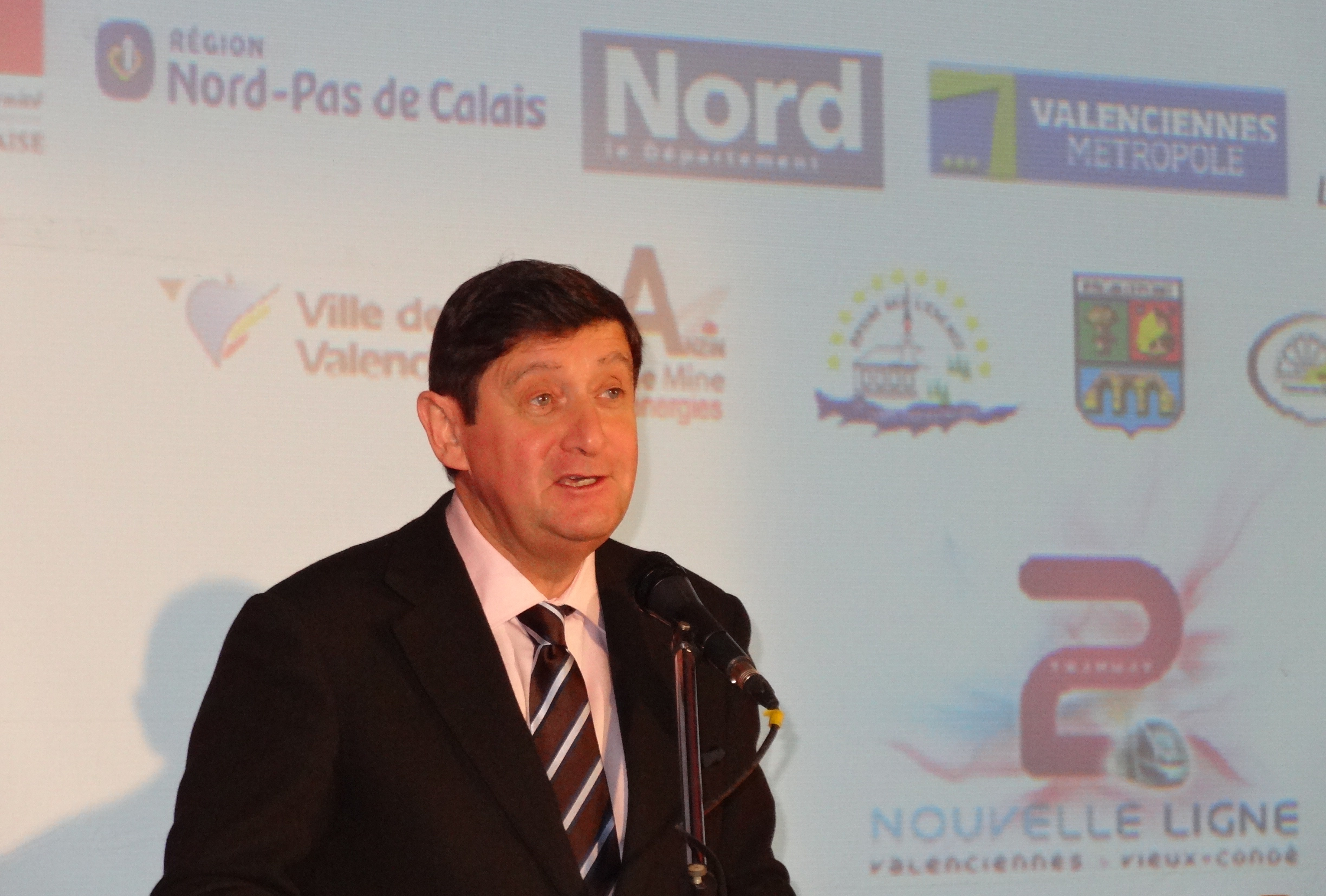
Patrick Kanner à l'inauguration de la seconde ligne du tramway de Valenciennes, en décembre 2013.

### Au gouvernement
- 26 août 2014 – 17 mai 2017 : ministre de la Ville, de la Jeunesse et des Sports.

### Au Sénat
- Depuis le 2 octobre 2017 : sénateur du Nord.
- Depuis le 23 janvier 2018 : président du groupe socialiste au Sénat.

### Au niveau local
- 24 mars 1989 – 4 avril 2014 : adjoint au maire de Lille.
- 22 mars 1998 – 29 mars 2015 : conseiller général du Nord (élu dans le canton de Lille-Sud-Ouest).
- 27 mars 1998 – 31 mars 2011 : vice-président du conseil général du Nord.
- 31 mars 2011 – 22 septembre 2014 : président du conseil général du Nord.
- 2 avril 2015 – 27 juin 2021 : conseiller départemental du Nord (élu dans le canton de Lille-5).

### Au sein du PS
- Membre du Conseil national du Parti socialiste.
- Membre du bureau de la Fédération nationale des élus socialistes et républicains.

### Autres fonctions
- 1996-2014 : président de l'Union nationale des centres communaux d'action sociale (UNCCAS).
- Membre du conseil d'administration de Sciences Po Lille[31].
- Membre du Conseil national de lutte contre les exclusions (CNLE).
- Secrétaire général de l'école supérieure de commerce SKEMA Business School.
- Membre du pôle de recherche et d'enseignement supérieur (PRES) de l'université Lille-Nord-de-France.
- Président du Syndicat mixte Nord-Pas-de-Calais Numérique.
- Membre du bureau de l'Association française du Conseil des communes et régions d'Europe (AFCCRE)[32].

## Synthèse des résultats électoraux

### Présidence du Sénat
| Année | Parti | Parti | 1er tour | 1er tour | 1er tour | Issue |
| Année | Parti | Parti | Voix     | %        | Rang     | Issue |
| ----- | ----- | ----- | -------- | -------- | -------- | ----- |
| 2020  |       | PS    | 65       | 20,06    | 2e       | Battu |
| 2023  | 64    | PS    | 20,00    | 2e       | Battu    |       |

### Élections sénatoriales
| Année | Parti | Parti | Département | Position      | Voix  | %     | Rang | Issue  | Sièges |
| ----- | ----- | ----- | ----------- | ------------- | ----- | ----- | ---- | ------ | ------ |
| 2017  |       | PS    | Nord        | Tête de liste | 986   | 17,69 | 2e   | Élu    | 2 / 11 |
| 2023  | 810   | PS    | Nord        | Tête de liste | 14,21 | 2e    | Élu  | 2 / 11 |        |

### Élections cantonales et départementales
| Année | Parti   | Parti | Canton          | 1er tour | 1er tour | 1er tour | 2d tour | 2d tour | 2d tour | Issue |
| Année | Parti   | Parti | Canton          | Voix     | %        | Rang     | Voix    | %       | Rang    | Issue |
| ----- | ------- | ----- | --------------- | -------- | -------- | -------- | ------- | ------- | ------- | ----- |
| 1998  |         | PS    | Lille-Sud-Ouest | 3 745    | 37,26    | 1er      | 5 052   | 58,76   | 1er     | Élu   |
| 2004  | 4 527   | PS    | Lille-Sud-Ouest | 40,61    | 1er      | 7 140    | 63,76   | 1er     | Élu     |       |
| 2011  | 2 660   | PS    | Lille-Sud-Ouest | 41,65    | 1er      | 4 443    | 68,40   | 1er     | Élu     |       |
| 2015  | Lille-5 | PS    | 6 442           | 37,60    | 1er      | 7 801    | 59,65   | 1er     | Élu     |       |

## Publications
- L’écrit d'alerte : Manifeste pour une nouvelle politique sociale, Les Éditions Territoriales (2012).
- La relève. Osons la jeunesse, Fondation Jean Jaurès (2015).

## Distinctions
- Chevalier de l'ordre national du Mérite (1998)[41].
- Chevalier de la Légion d'honneur (2013)[42].
- Épinglé dans le déclarama des Cahiers du football pour sa phrase sur le championnat d'Europe de football 2016 : « Une victoire le 10 juillet, c’est la liesse populaire et les Champs-Élysées envahis. L’Euro peut être un des accélérateurs du “ça va mieux” »[43],[44].